# Gotra doddi
Gotra doddi là một loài tò vò trong họ Ichneumonidae.